# ISO 3166-2:VC
ISO 3166-2:VC is een ISO-standaard met betrekking tot de zogenaamde geocodes. Het is een subset van de ISO 3166-2 tabel, die specifiek betrekking heeft op Saint Vincent en de Grenadines (Saint Vincent and the Grenadines).
De gegevens werden tot op 27 november 2015 geüpdatet op het ISO Online Browsing Platform (OBP). Hier worden 6 parochies - parish (en) / paroisse (fr) – gedefinieerd.
Volgens de eerste set, ISO 3166-1, staat VC voor Saint Vincent en de Grenadines, het tweede gedeelte is een tweecijferig nummer (met voorloopnullen).

## Codes
| Code  | Naam          |
| ----- | ------------- |
| VC-01 | Charlotte     |
| VC-06 | Grenadines    |
| VC-02 | Saint Andrew  |
| VC-03 | Saint David   |
| VC-04 | Saint George  |
| VC-05 | Saint Patrick |